# Nigrosabulum ellipsoideum
Nigrosabulum ellipsoideum är en svampart som beskrevs av Malloch & Cain ined. Nigrosabulum ellipsoideum ingår i släktet Nigrosabulum, ordningen köttkärnsvampar, klassen Sordariomycetes, divisionen sporsäcksvampar och riket svampar.   Inga underarter finns listade i Catalogue of Life.